# Com21
Com21 was een van de vroege pioniers op het gebied van kabelmodem netwerken in de tijd voor de introductie van de DOCSIS standaard. Het bedrijf is failliet gegaan in 2003

## Producten
Com21 Inc. was een vrij succesvol bedrijf. Ze ontwikkelde en verkocht een productlijn van kabelmodems, een centraal head-end systeem en een bijbehorend beheerplatform.

### Comcontroller
Het centrale modem systeem, welke geïnstalleerd werden in de kopstations of hubs van kabeltelevisie bedrijven werden Comcontrollers genoemd. De functie van een comcontroller is dezelfde als die van een CMTS in een Docsis netwerk. Een ComController was een 19" systeem gebouwd rond een geïntegreerde ATM switch. De belangrijkste modules van een ComController waren:
- de beheer of management-module (één per systeem)
- de downstream controller (één per systeem)
- upstream HF controllers, elk voorzien van twee upstream kanalen (ten minste één per systeem)
- network controllers, voor het verbinden van het systeem met het internet (ten minste één per systeem)

De beheermodule verzorgde de communicatie tussen elke ComController en het bedrijfseigen beheerplatform NMAPS. De beheermodule had een enkele ethernet interface voor de communicatie, via een eigen beheernetwerk, met het beheerplatform NMAPS.

Elke ComController had een HF Downstream module. De downstream module voorzag in twee F-connectoren: één connector voorzag in de verbinding met het distributie netwerk van het kabel-TV systeem. Een 2e connector bood de mogelijkheid om meet- en test-apparatuur op de ComController aan te sluiten zonder dat je de verbinding met het netwerk hoefde te verbreken. 

Daarnaast had een ComController ten minste één upstream ontvangst module. Elke upstream ontvanger voorzag in twee interfaces met het kabel TV netwerk.
Ten slotte had een ComController één of meerdere netwerk-modules. De eerste netwerk-modules boden twee RJ-45 ethernet interfaces volgens de 10BaseT standaard. (Dus 10 Mb/s bandbreedte). Elke ethernet interface werd toegewezen aan een eigen VLAN. Via het beheerplatform kon je bij elk modem aangeven in welk VLAN de eindgebruiker communiceerde.
Om tegemoet te komen aan de vraag naar hogere snelheden voldeden de 10 Mb/s interfaces op een gegeven moment niet meer. Als éérste opvolger kwamen er netwerk-modules met een FastEthernet of 100 Mb/s interface. Omdat deze netwerk-modules geen VLAN's ondersteunden zijn deze modules nooit op grote schaal ingezet. Als opvolger van deze netwerk-module kwam ten slotte de ATM netwerk module. Deze bood een glasvezel of optische interface met een ATM netwerk van het kabelbedrijf. De interface gebruikte de OC-3 of 155 Mb/s ATM standaard. Deze module ondersteunde wel het gebruik van meerdere VLAN's op één ATM interface.

### Kabelmodem
De Com21 kabelmodems werden ComPort modems genoemd. Het bedrijf heeft in de loop der jaren verschillende modellen geleverd, maar oude modems konden gewoon gebruikt worden naast de nieuwere modellen.
Alle modems boden in principe twee interfaces: een schroef-connector voor de COAX kabel om het modem aan te sluiten op het kabel TV netwerk en een RJ-45 ethernetinterface. In de oudere modems was ook ruimte voor een extra te plaatsen module. Het was de bedoeling om later een telefoon-module te gaan leveren. Door het plaatsen van de module zou je ook gewone analoge telefoons op een kabelmodem kunnen aansluiten, maar dit product is nooit op de markt gekomen.
Oudere modems hadden ook nog een verborgen interface. Achter een afdekplaatje zat een 4-aderige seriële poort. Met een speciale connector kon je de activiteit van een modem volgen via een seriële of RS-232 interface op je PC. In combinatie met een terminal emulatie programma (zoals bijvoorbeeld Hyperterminal) kon je de activiteit van een modem volgen: het opstart-proces, het zoeken naar een downstream-frequentie en vervolgens het aanmelden via het juiste upstream kanaal en ten slotte de registratie van het modem in het netwerk.
Deze connector was alleen bestemd voor debugging-activiteiten door een systeem-specialist. Omdat deze interface ontbrak op latere modems hadden sommige storings-monteurs speciaal zo'n oud modem bij zich om lastige storingen op te sporen.
Hoewel Com21 nooit een CMTS systeem heeft ontwikkeld onder de Docsis standaard hebben ze wel ComPort modems voor Docsis geleverd. Deze activiteiten zijn na de ondergang van het bedrijf verkocht aan Arris.

### NMAPS
Om een Com21 netwerk te beheren leverde Com21 haar eigen beheerplatform NMAPS. NMAPS was een applicatie welke gebouwd was rond de beheer-applicatie HP OpenView. Een bijzonder aspect van een Com21 netwerk was dat de kabelmodems zelf GEEN IP adres kregen toegewezen. Een modem werd enkel herkend aan de hand van het MAC adres. Via NMAPS konden netwerkbeheerders zowel de ComControllers als alle modems configureren en vervolgens ook de werking van het hele netwerk bewaken.

NMAPS draaide alleen op een Sun platform onder Unix.

## Het bedrijf
Com21 Inc. was een Amerikaans bedrijf. Com21 aandelen werden verhandel op de NASDAQ beurs. Het handels-symbool was CMTO. Het hoofdkantoor van het bedrijf was gevestigd in Milpitas, Californië. Daarnaast had Com21 vestigingen in 13 landen. Het Europese hoofdkantoor was gevestigd in Delft en er was een Europees ontwikkelings laboratorium in Cork in Ierland
In de zomer van 2003 staakte Com21 haar activiteiten en vroeg ze haar faillissement aan. Haar Docsis kabelmodem activiteiten werden verkocht aan Arris. Ten tijde van haar ondergang had het bedrijf 113 medewerkers.

## Deployment
Voor de wereldwijde acceptatie van de Docsis standaard was Com21 een goed draaiend bedrijf. In het jaar 2000 had Com21 ruim 500.000 modems verkocht en 1.000 ComControllers. Het totaal aantal kabel-TV abonnees die gebruik zouden kunnen maken van het systeem bedroeg 15 miljoen huishoudens.